# Hakone
Hakone (箱根町, Hakone-mači) je mesto v prefekturi Kanagava na Japonskem. Od 1. aprila 2021 je imelo mesto ocenjenih 10.837 prebivalcev in gostoto prebivalstva 3000 oseb na km². Skupna površina mesta je 92,82 km2. Mesto je priljubljena turistična destinacija zaradi številnih vročih vrelcev in razgleda na goro Fudži.

## Geografija
Hakone le v gorah na skrajnem zahodu prefekture, na vzhodni strani prelaza Hakone. Večji del mesta je znotraj meja vulkansko aktivnega narodnega parka Fudži-Hakone-Izu, središče katerega je jezero Aši.

### Podnebje
Hakone ima vlažno subtropsko podnebje (Köppnova podnebna klasifikacija Cfa), za katerega so značilna topla poletja in hladne zime z rahlim sneženjem ali brez njega. Povprečna letna temperatura je 13,3 °C. Povprečna letna količina padavin je 2221 mm, september pa je najbolj deževen mesec. Temperature so v povprečju najvišje avgusta, okoli 24,0 °C, najnižje pa januarja, okoli 2,9 °C.

## Demografija
Po podatkih japonskega popisa  je prebivalstvo Hakoneja razmeroma enakomerno raslo do 1970-ih let in zdaj rahlo upada.
| Leto | Štev. prebivalcev |
| ---- | ----------------- |
| 1920 | 8379              |
| 1930 | 9012              |
| 1940 | 10.673            |
| 1950 | 14.498            |
| 1960 | 20.972            |
| 2000 | 15.829            |
| 2020 | 10.837            |

| align = none
| footnote = 
}}

## Zgodovina
Hakone je lokacija znanega šintoističnega svetišča, Hakone Gongen, ki je omenjeno v literaturi obdobja Heian. Med genpejsko vojno je Minamoto no Joritomo v tem svetišču molil za zmago nad svojimi sovražniki po porazu v bitki pri Išibašijami, ki je potekala v sosednjem Manazuruju. Tako kot preostala provinca Sagami je območje prešlo pod nadzor poznejšega klana Hōdžō iz Odavare v obdobju Sengoku. Po začetku obdobja Edo je bil Hakone-džuku poštna postaja na avtocesti Tōkaidō, ki povezuje Edo s Kjotom. Tu je bila tudi glavna pregrada in uradna kontrolna točka na poti, znani kot kontrolna točka Hakone (箱根関所, Hakone sekišo), ki je tvorila mejo regije Kanto. Pod šogunatom Tokugava so vse popotnike, ki so vstopali in izstopali iz Eda vzdolž Tōkaida, tukaj ustavili uradniki ter pregledali njihova potovalna dovoljenja in prtljago, da bi uveljavili zakone Tokugave, ki so omejevali potovanje žensk in orožja.
Po začetku obnove Meidži je Hakone postal del kratkotrajne prefekture Ašigara, preden je avgusta 1876 postal del okrožja Ašigarašimo v prefekturi Kanagava. Hakone je leta 1889 dobil status mesta. Cesarsko gospodinjstvo je postavilo poletno cesarsko vilo Hakone blizu jezera. V obdobju Meidži se je območje razvilo v poletno letovišče za bogate Tokia in tujsko naselje v Jokohami.
Po združitvi s petimi sosednjimi mesti in vasmi septembra 1956 je dosegel sedanje meje.

## Gospodarstvo
V gospodarstvu Hakoneja močno prevladuje turistična industrija. Poznan je po svojih termalnih letoviščih onsen, ki privabljajo tako japonske kot mednarodne obiskovalce zaradi svoje bližine širši tokijski metropoli in gori Fudži. Znamenitosti vključujejo vulkansko aktivne gejzirje Ōwakudani in svetišče Hakone na obali jezera ter botanični vrt mokrišč Hakone. Aprila so znane znamenitosti cvetovi češenj (sakura) in jeseni kitajski trstikovec Miscanthus sinensis (susuki).
Hakone ima številne umetnostne muzeje, vključno z muzejem na prostem in muzejem umetnosti Pola.
Med večjimi dogodki sta letni turnir JLPGA CAT Ladies Golf in Hakone Ekiden, univerzitetna peš dirka na dolge razdalje, ki poteka ob novem letu in poteka od Tokia do Hakoneja in nazaj v dveh dneh, deloma v spomin na kurirje, ki so tekli po Tōkaidō cesti.
Eden znanih hotelov v Hakoneju je zgodovinski hotel Fudžija v Mijanošiti, ki so ga v obdobjih Meidži in Taišō ter zgodnjih Šōva podpirale znane literarne osebnosti, politiki in tuji dostojanstveniki.
Znana lokalna obrt je nekakšna intarzija, imenovana Josegi.
Hakone je med oboževalci animejev dobro znan tudi kot glavna lokacija v seriji mang in animejev Neon Genesis Evangelion, v kateri se je preimenoval v Tokio-3, v mestu pa so številne zanimivosti, povezane s franšizo. Leta 2017 je bilo Hakone vključeno med 88 anime romarskih krajev za leto 2018 s strani Anime Tourism Association. Leta 2020 so mesto uvedli z novimi okraski v pričakovanju izida zadnjega filma tetralogije Rebuild of Evangelion.

## Pobratena mesta
- Tōjako, Hokaidō, od 4. julija 1964
- Jasper, Alberta, Kanada od 4. julija 1972
- Taupō, Nova Zelandija, od 7. oktobra 1987
- St. Moritz, Švica, od 2. novembra 2014 (mesto prijateljstva)

## Galerija
- Tori iz svetišča v Hakoneju ob jezeru Ashi
- Yumoto Onsen, obdobje Meidži
- Poletni festival v Hakoneju vključuje kres v obliki kanjija 大 (dai) in ognjemet
- Jezero Aši
- Piratska ladja jezera Aši
- Panoramski pogled na starodavno območje pregrade Hakone in jezero Aši
- Območje zdravilišča Hakone Jumoto